# Rajula
Rajula è una suddivisione dell'India, classificata come municipality, di 32.393 abitanti, situata nel distretto di Amreli, nello stato federato del Gujarat. In base al numero di abitanti la città rientra nella classe III (da 20.000 a 49.999 persone).

## Geografia fisica
La città è situata a 21° 3' 0 N e 71° 25' 60 E e ha un'altitudine di 40 m s.l.m..

## Società

### Evoluzione demografica
Al censimento del 2001 la popolazione di Rajula assommava a 32.393 persone, delle quali 16.478 maschi e 15.915 femmine. I bambini di età inferiore o uguale ai sei anni assommavano a 4.881, dei quali 2.553 maschi e 2.328 femmine. Infine, coloro che erano in grado di saper almeno leggere e scrivere erano 20.674, dei quali 11.889 maschi e 8.785 femmine.